# Liste des députés européens des Pays-Bas de la 1re législature
Lors des élections européennes de 1979, 25 députés européens sont élus aux Pays-Bas. Leur mandat débute le 16 juillet 1979 et se termine le 23 juillet 1984.
- Les démocrates-chrétiens de l'Appel démocrate-chrétien obtiennent 10 sièges.
- Les travaillistes du Parti travailliste obtiennent 9 sièges.
- Les libéraux du Parti populaire libéral et démocrate obtiennent 4 sièges.
- Les démocrates-libéraux de Démocrates 66 obtiennent 2 sièges.

3 d'entre eux quittent leurs fonctions avant la fin de leur mandat et sont remplacés par leurs suppléants, ce qui porte à 28 le total des personnes ayant occupé ce poste.
| Nom | Nom                                            | Parti                                | Groupe parlementaire européen |
| --- | ---------------------------------------------- | ------------------------------------ | ----------------------------- |
|     | Bouke Beumer                                   | Appel démocrate-chrétien             | PPE                           |
|     | Elise Boot                                     | Appel démocrate-chrétien             | PPE                           |
|     | Frans van der Gun jusqu'au 31 décembre 1981    | Appel démocrate-chrétien             | PPE                           |
|     | James Janssen van Raay                         | Appel démocrate-chrétien             | PPE                           |
|     | Sjouke Jonker                                  | Appel démocrate-chrétien             | PPE                           |
|     | Hanja Maij-Weggen                              | Appel démocrate-chrétien             | PPE                           |
|     | Joseph Mommersteeg à partir du 18 janvier 1982 | Appel démocrate-chrétien             | PPE                           |
|     | Harry Notenboom                                | Appel démocrate-chrétien             | PPE                           |
|     | Jean Penders                                   | Appel démocrate-chrétien             | PPE                           |
|     | Teun Tolman                                    | Appel démocrate-chrétien             | PPE                           |
|     | Willem Vergeer                                 | Appel démocrate-chrétien             | PPE                           |
|     | Willem Albers                                  | Parti travailliste                   | SOC                           |
|     | Robert Cohen                                   | Parti travailliste                   | SOC                           |
|     | Pieter Dankert                                 | Parti travailliste                   | SOC                           |
|     | Ien van den Heuvel                             | Parti travailliste                   | SOC                           |
|     | Annie Krouwel-Vlam                             | Parti travailliste                   | SOC                           |
|     | Johan van Minnen                               | Parti travailliste                   | SOC                           |
|     | Hemmo Muntingh                                 | Parti travailliste                   | SOC                           |
|     | Phili Viehoff à partir du 29 novembre 1979     | Parti travailliste                   | SOC                           |
|     | Anne Vondeling décédé le 22 novembre 1979      | Parti travailliste                   | SOC                           |
|     | Eisso Woltjer                                  | Parti travailliste                   | SOC                           |
|     | Cornelis Berkhouwer                            | Parti populaire libéral et démocrate | LD                            |
|     | Aart Geurtsen                                  | Parti populaire libéral et démocrate | LD                            |
|     | Hendrik Louwes                                 | Parti populaire libéral et démocrate | LD                            |
|     | Hans Nord                                      | Parti populaire libéral et démocrate | LD                            |
|     | Suzanne Dekker jusqu'au 10 juin 1981           | Démocrates 66                        | NI                            |
|     | Doeke Eisma à partir du 11 juin 1981           | Démocrates 66                        | NI                            |
|     | Arie de Goede                                  | Démocrates 66                        | NI                            |

## Source
- Les députés de la première législature, site du Parlement européen.